# کارلشتین ۱۱۳۶۴
سیارک ۱۱۳۶۴ (به انگلیسی: 11364 Karlstejn، نامگذاری:1998FB3) یازده هزار و سیصد و شصت و چهارمین سیارک کشف شده‌است که در ۲۳ مارس ۱۹۹۸ کشف شد.
قدر مطلق سیارک برابر ۱۴٫۵۰ است.